# Hanau Hawks
Gli Hanau Hawks sono stati una squadra di football americano, di Hanau, in Germania.

## Storia
La squadra è stata fondata nel 1979 e ha chiuso nel 1999; ha vinto una Fed Cup.
Ebbero per la stagione 1995 una sezione femminile, che l'anno successivo si separò andando a formare le Hanau Witches.
A seguito della loro chiusura furono fondati gli Hanau Hornets, che rilevarono la loro licenza per la partecipazione alla Bundesliga.

## Dettaglio stagioni

### Amichevoli
| Stagione | Vin | Par | Per | Tot | PF | PS | avversaria |
| -------- | --- | --- | --- | --- | -- | -- | ---------- |
| 1995     | 1   | 0   | 0   | 1   | 19 | 6  | Irlanda    |
| Totale   | 1   | 0   | 0   | 1   | 19 | 6  |            |

Fonte: americanfootballitalia.com

### Tornei nazionali

#### Campionato

##### Bundesliga
| Stagione | regular season | regular season | regular season | regular season | regular season | regular season | playoff | playoff | playoff | playoff | playoff | playoff | playoff          | playoff             |
|          | Vin            | Par            | Per            | Tot            | PF             | PS             | Vin     | Par     | Per     | Tot     | PF      | PS      | risultato        | avversaria          |
| -------- | -------------- | -------------- | -------------- | -------------- | -------------- | -------------- | ------- | ------- | ------- | ------- | ------- | ------- | ---------------- | ------------------- |
| 1980     | 9              | 0              | 4              | 13             | 339            | 121            | -       | -       | -       | -       | -       | -       | -                | -                   |
| 1981     | 10             | 0              | 2              | 12             | 313            | 140            | 0       | 0       | 1       | 1       | 12      | 17      | Semifinale       | Frankfurter Löwen   |
| 1982     | 7              | 0              | 5              | 12             | 182            | 188            | 1       | 0       | 1       | 2       | 67      | 26      | Semifinale       | Cologne Crocodiles  |
| 1984     | 6              | 0              | 8              | 14             | 256            | 205            | -       | -       | -       | -       | -       | -       | -                | -                   |
| 1985     | 10             | 0              | 4              | 14             | 352            | 224            | 1       | 0       | 1       | 2       | 22      | 30      | Semifinale       | Düsseldorf Panther  |
| 1986     | 6              | 1              | 3              | 10             | 218            | 174            | 1       | 0       | 1       | 2       | 23      | 20      | Quarti di finale | Berlin Adler        |
| 1987     | 7              | 0              | 3              | 10             | 226            | 103            | 0       | 0       | 1       | 1       | 0       | 48      | Wild Card        | Kempten Comets      |
| 1988     | 4              | 1              | 5              | 10             | 260            | 100            | 0       | 0       | 1       | 1       | 0       | 16      | Wild Card        | Kempten Comets      |
| 1989     | 6              | 1              | 3              | 10             | 167            | 132            | 0       | 0       | 1       | 1       | 14      | 23      | Wild Card        | Ansbach Grizzlies   |
| 1990     | 7              | 0              | 5              | 12             | 296            | 153            | -       | -       | -       | -       | -       | -       | -                | -                   |
| 1991     | 5              | 0              | 9              | 14             | 260            | 387            | -       | -       | -       | -       | -       | -       | -                | -                   |
| 1993     | 8              | 1              | 5              | 14             | 320            | 352            | 0       | 0       | 1       | 1       | 13      | 48      | Quarti di finale | Düsseldorf Panther  |
| 1994     | 11             | 0              | 3              | 14             | 338            | 229            | 0       | 0       | 1       | 1       | 14      | 24      | Quarti di finale | Cologne Crocodiles  |
| 1995     | 11             | 0              | 1              | 12             | 425            | 125            | 0       | 0       | 1       | 1       | 16      | 21      | Quarti di finale | Hamburg Blue Devils |
| 1996     | 6              | 0              | 4              | 10             | 232            | 165            | 0       | 0       | 1       | 1       | 34      | 35      | Quarti di finale | Cologne Crocodiles  |
| 1997     | 9              | 0              | 1              | 10             | 372            | 130            | 1       | 1       | 2       | 4       | 124     | 133     | Semifinale       | Braunschweig Lions  |
| 1998     | 8              | 0              | 4              | 12             | 373            | 196            | 0       | 0       | 1       | 1       | 12      | 49      | Quarti di finale | Hamburg Blue Devils |
| Totale   | 130            | 4              | 69             | 203            | 4929           | 3224           | 4       | 1       | 14      | 19      | 351     | 490     |                  |                     |

Fonti: Enciclopedia del Football - A cura di Roberto Mezzetti

##### 2. Bundesliga
| Stagione | regular season | regular season | regular season | regular season | regular season | regular season | playoff | playoff | playoff | playoff | playoff | playoff   | playoff    |
|          | Vin            | Par            | Per            | Tot            | PF             | PS             | Vin     | Per     | Tot     | PF      | PS      | risultato | avversaria |
| -------- | -------------- | -------------- | -------------- | -------------- | -------------- | -------------- | ------- | ------- | ------- | ------- | ------- | --------- | ---------- |
| 1983     | 9              | 0              | 1              | 10             | 295            | 117            | -       | -       | -       | -       | -       | -         | -          |
| 1992     | 11             | 0              | 1              | 12             | 504            | 127            | -       | -       | -       | -       | -       | -         | -          |
| Totale   | 20             | 0              | 2              | 22             | 799            | 244            | -       | -       | -       | -       | -       |           |            |

Fonti: Enciclopedia del Football - A cura di Roberto Mezzetti

##### DBL2
| Stagione | regular season | regular season | regular season | regular season | regular season | regular season | playoff | playoff | playoff | playoff | playoff | playoff   | playoff    |
|          | Vin            | Par            | Per            | Tot            | PF             | PS             | Vin     | Per     | Tot     | PF      | PS      | risultato | avversaria |
| -------- | -------------- | -------------- | -------------- | -------------- | -------------- | -------------- | ------- | ------- | ------- | ------- | ------- | --------- | ---------- |
| 1995     | ?              | ?              | ?              | ?              | ?              | ?              | ?       | ?       | ?       | ?       | ?       | ?         | ?          |
| Totale   | ?              | ?              | ?              | ?              | ?              | ?              | ?       | ?       | ?       | ?       | ?       |           |            |

Fonti: Enciclopedia del Football - A cura di Roberto Mezzetti

##### Oberliga
| Stagione | regular season | regular season | regular season | regular season | regular season | regular season | playoff | playoff | playoff | playoff | playoff | playoff   | playoff    |
|          | Vin            | Par            | Per            | Tot            | PF             | PS             | Vin     | Per     | Tot     | PF      | PS      | risultato | avversaria |
| -------- | -------------- | -------------- | -------------- | -------------- | -------------- | -------------- | ------- | ------- | ------- | ------- | ------- | --------- | ---------- |
| 1998     | 0              | 0              | 6              | 6              | 21             | 209            | -       | -       | -       | -       | -       | -         | -          |
| Totale   | 0              | 0              | 6              | 6              | 21             | 209            | -       | -       | -       | -       | -       |           |            |

Fonti: Enciclopedia del Football - A cura di Roberto Mezzetti

##### Landesliga
| Stagione | regular season | regular season | regular season | regular season | regular season | regular season | playoff | playoff | playoff | playoff | playoff | playoff   | playoff    |
|          | Vin            | Par            | Per            | Tot            | PF             | PS             | Vin     | Per     | Tot     | PF      | PS      | risultato | avversaria |
| -------- | -------------- | -------------- | -------------- | -------------- | -------------- | -------------- | ------- | ------- | ------- | ------- | ------- | --------- | ---------- |
| 1995     | 8              | 0              | 2              | 10             | 220            | 111            | -       | -       | -       | -       | -       | -         | -          |
| 1997     | 6              | 0              | 2              | 8              | 199            | 109            | -       | -       | -       | -       | -       | -         | -          |
| Totale   | 14             | 0              | 4              | 18             | 319            | 220            | -       | -       | -       | -       | -       |           |            |

Fonti: Enciclopedia del Football - A cura di Roberto Mezzetti

### Tornei internazionali

#### FED Cup
| Stagione | regular season | regular season | regular season | regular season | regular season | regular season | playoff | playoff | playoff | playoff | playoff | playoff   | playoff     |
|          | Vin            | Par            | Per            | Tot            | PF             | PS             | Vin     | Per     | Tot     | PF      | PS      | risultato | avversaria  |
| -------- | -------------- | -------------- | -------------- | -------------- | -------------- | -------------- | ------- | ------- | ------- | ------- | ------- | --------- | ----------- |
| 1998     | -              | -              | -              | -              | -              | -              | 2       | 0       | 2       | 107     | 52      | Campioni  | Graz Giants |
| Totale   | -              | -              | -              | -              | -              | -              | 2       | 0       | 2       | 107     | 52      |           |             |

Fonti: Enciclopedia del Football - A cura di Roberto Mezzetti

## Palmarès
- 1 Fed Cup (1998)